# Bulbophyllum sandrangatense
Bulbophyllum sandrangatense är en orkidéart som beskrevs av Jean Marie Bosser. Bulbophyllum sandrangatense ingår i släktet Bulbophyllum och familjen orkidéer. Inga underarter finns listade i Catalogue of Life.